# Binneyidae
Binneyidae is een familie van weekdieren uit de klasse van de Gastropoda (slakken).

## Taxonomie
De volgende geslachten zijn bij de familie ingedeeld:
- Binneya Cooper, 1863
- Hemphillia Bland & Binney, 1872
- ? Gliabates Webb, 1959